# Daniel Dilger

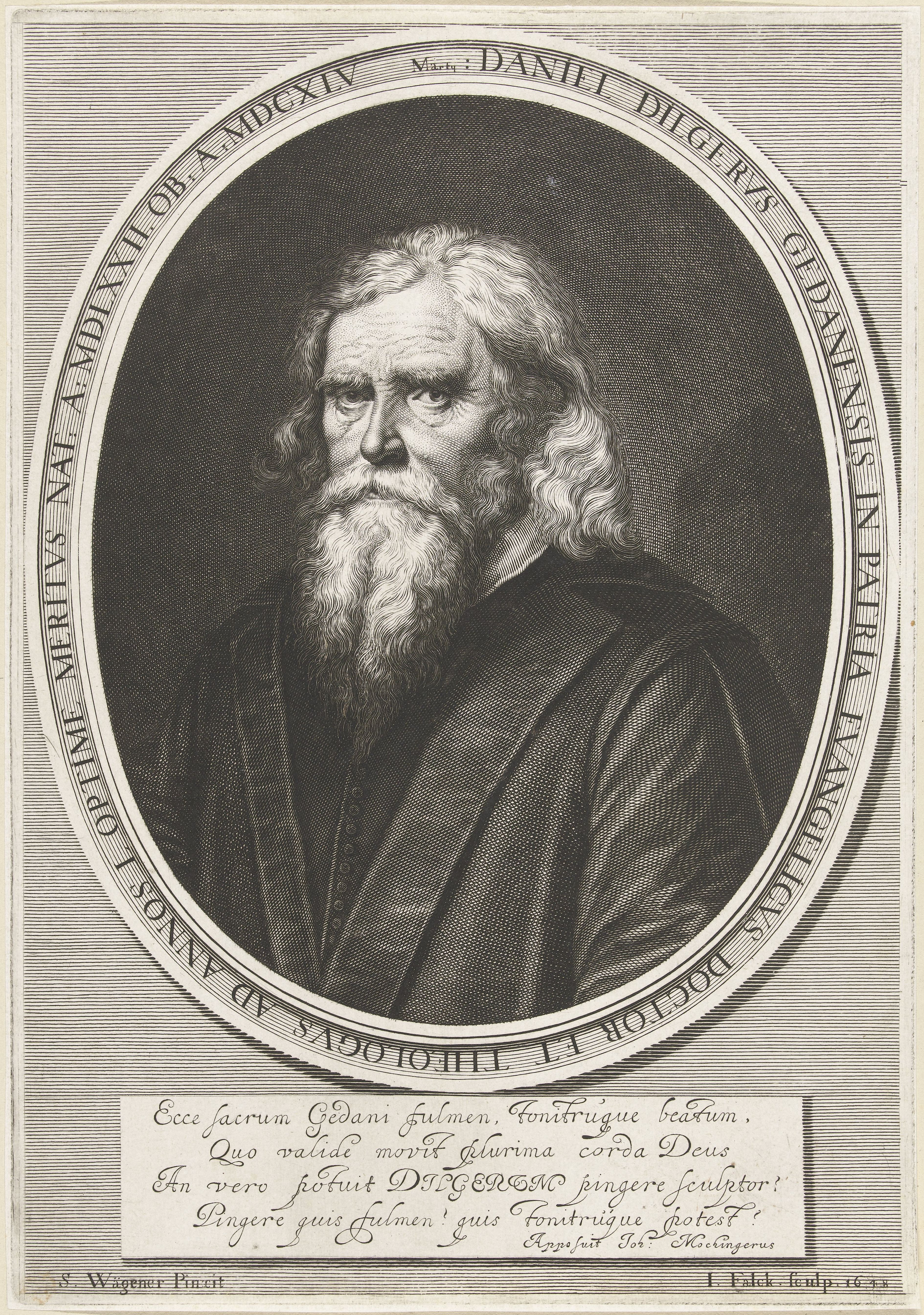
Daniel Dilger, Kupferstich von Jeremias Falck, 1648

Daniel Dilger (* um 1572 in Danzig, Polnisch-Preußen; † 26. Februar 1645) war ein lutherischer Prediger in Danzig.

## Leben
Daniel Dilger war seit 1597 Prediger an der St.-Katharinen-Kirche in Danzig. 1626 wurde er als zweiter Prediger (Diakon) an die Marienkirche berufen.
Dilger war ein Anhänger von Johann Arndt und vertrat dessen Wahres Christentum und Paradiesgärtlein. Er verkündete seine Anschauung von der Kanzel. Damit geriet er in jahrelangem Streit mit dem ersten Prediger Johannes Corvinus, wie auch schon Hermann Rathmann.
Sein Sohn Nathanael Dilger (1604–1679) wurde ebenfalls Prediger in Danzig und Senior des geistlichen Ministeriums (erster Pfarrer), sowie Hofprediger in Rappoltsweiler.
Salomon Wegner malte ein Porträt von ihm  als Gemälde. Danach fertigte Jeremias Falck aus Danzig 1648 einen Kupferstich an.

## Werke
Daniel Dilger verfasste mehrere theologische Schriften.
- Des Ehrwürdigen (...) Johannis Arndes (...) Richtige, und in Gottes Wort wolgegründete Lehre, in den vier Büchern vom wahren Christenthumb , Alten Stettin: Duber, 1620, über Johann Arndts Wahres Christentum
- Schola poenitentie in 15 Predigten
- Geistliches Pestregiment in 2 Predigten
- Leich Predigt auf Petrus Crüger, der Stadt Dantzigk (...) mathematici (...) † 6. Juli 1639

Er entwarf auch die Dekorationen der Pfeiler in der St. Marien-Kirche und war maßgebend an der gesamten Dekoration der Kirche beteiligt. 